# Quintenas
Quintenas (okzitanisch: Quintenàs) ist eine französische Gemeinde mit 1.750 Einwohnern (Stand: 1. Januar 2022) im Département Ardèche in der Region Auvergne-Rhône-Alpes. Quintenas gehört zum Arrondissement Tournon-sur-Rhône und zum Kanton Haut-Vivarais. Die Bewohner werden Quintenassien(ne)s genannt.

## Geografie
Quintenas liegt etwa fünf Kilometer südlich von Annonay an der Cance. Umgeben wird Quintenas von den Nachbargemeinden Roiffieux im Nordwesten und Norden, Vernosc-lès-Annonay im Nordosten, Ardoix im Osten, Saint-Romain-d’Ay im Süden sowie Saint-Alban-d’Ay im Westen.

## Bevölkerungsentwicklung
| Jahr                       | 1962 | 1968 | 1975 | 1982 | 1990 | 1999 | 2006 | 2019 |
| Einwohner                  | 752  | 814  | 914  | 1184 | 1278 | 1254 | 1359 | 1686 |
| Quellen: Cassini und INSEE |      |      |      |      |      |      |      |      |

## Sehenswürdigkeiten
- Wehrkirche Saint-Pierre-aux-Liens aus dem 14. Jahrhundert
- Brücke an der Mühle über den Cance, seit 1981 Monument historique
- Haus Ravier aus dem 15. Jahrhundert

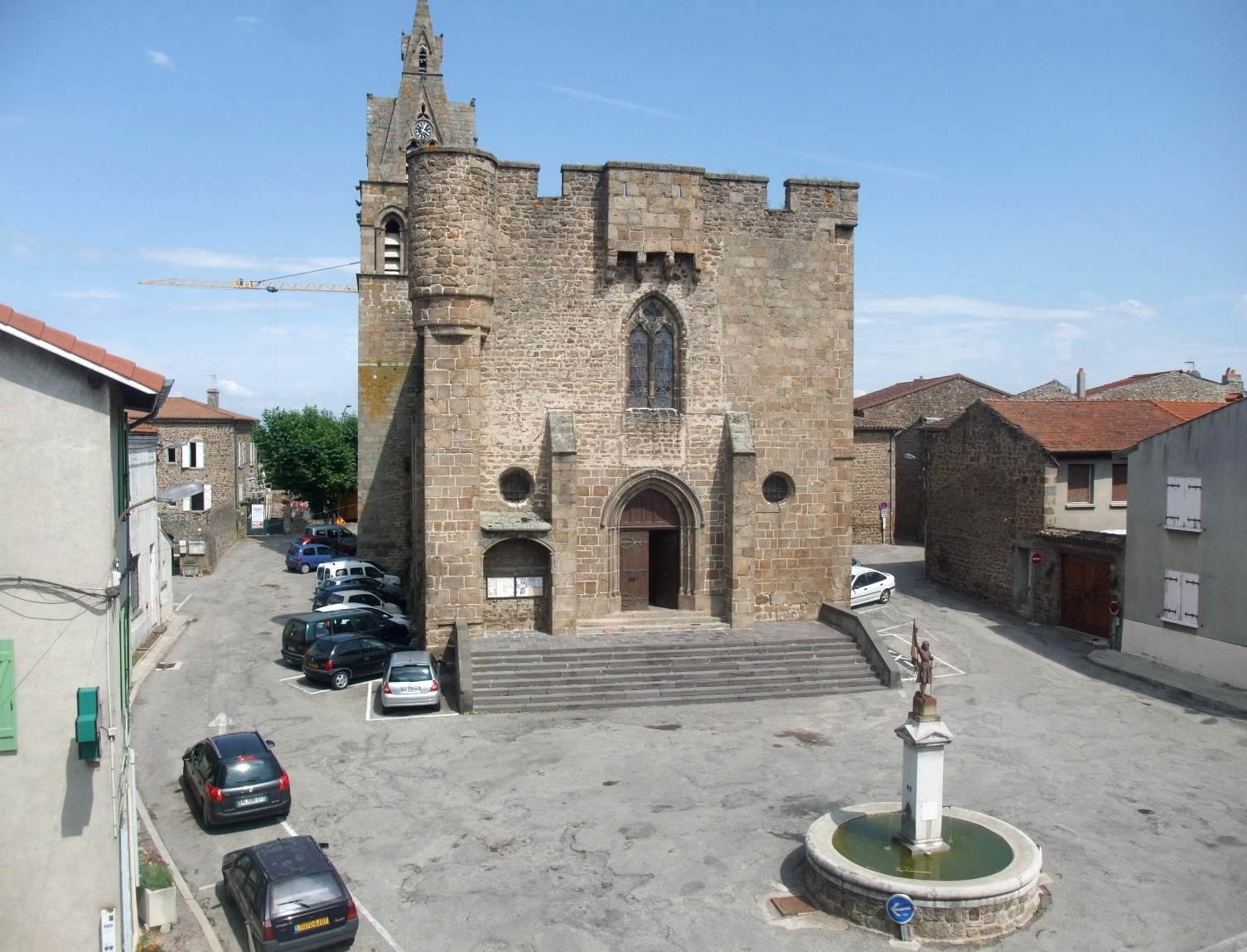
Kirche Saint-Pierre-aux-Liens
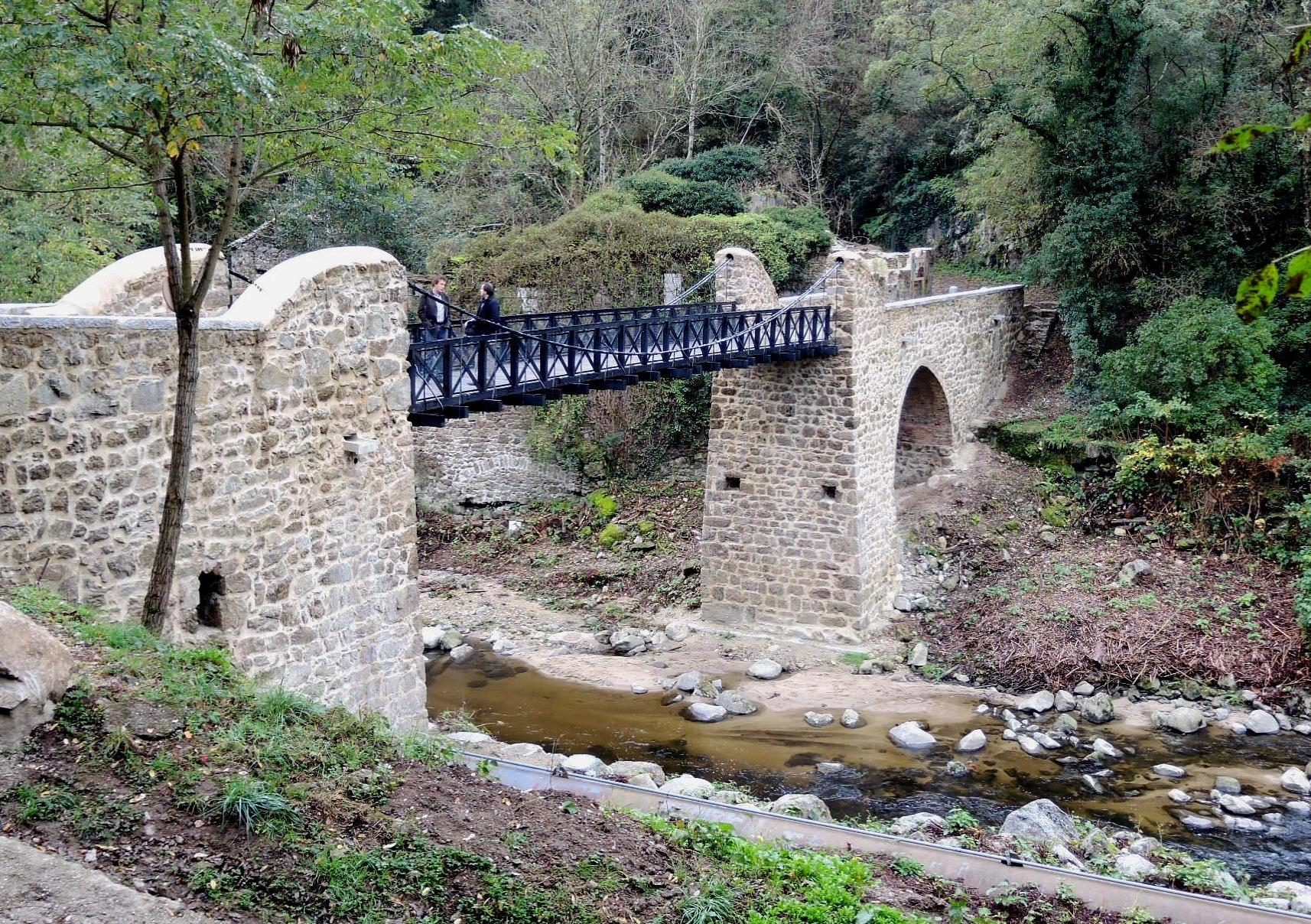
Brücke über die Cance
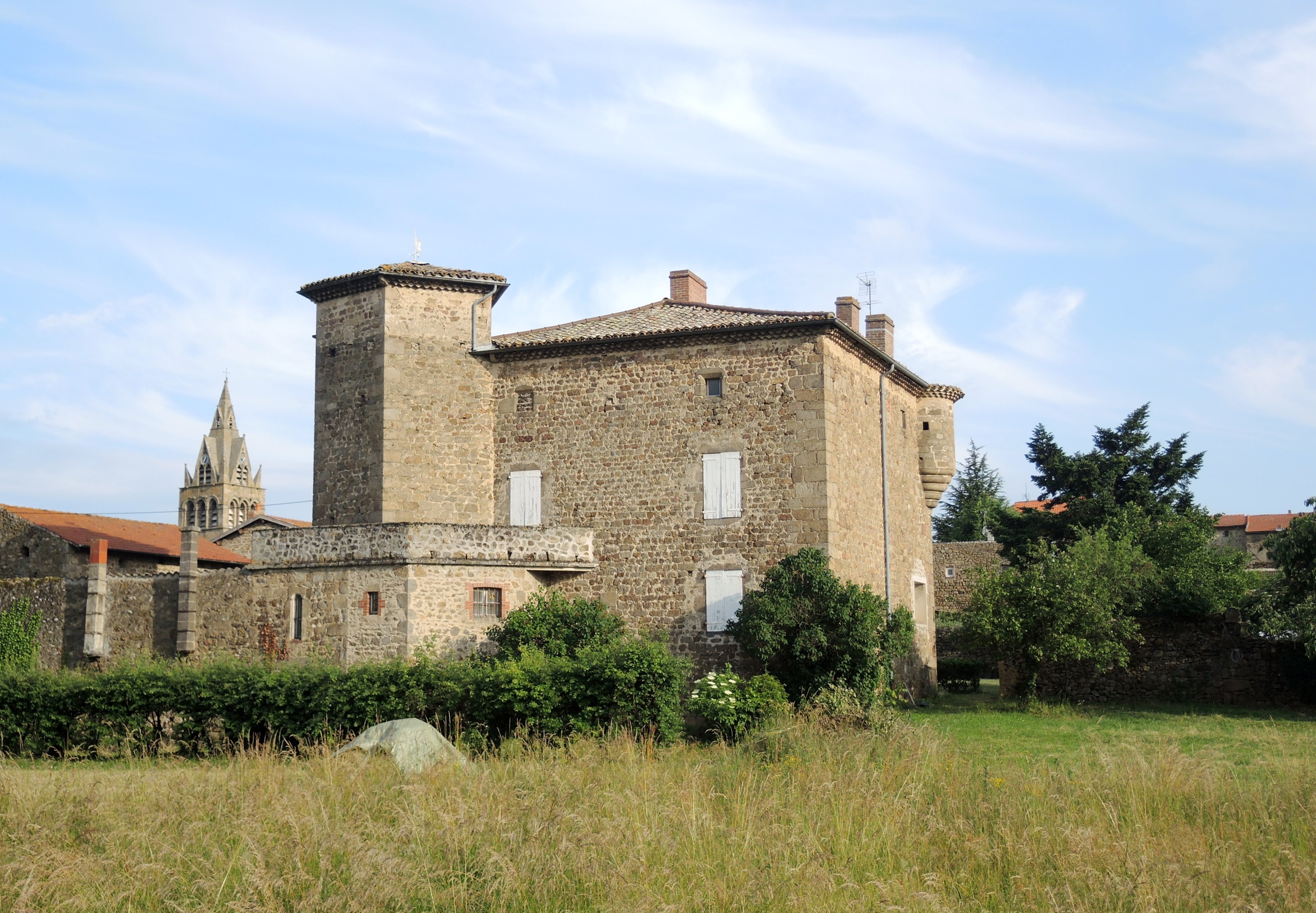
Haus Ravier